# Matti Salminen
Matti Salminen, född 7 juli 1945 i Åbo, Finland, är en finländsk operasångare, bas.
Salminen räknas som en av de främsta bassångarna i modern tid, och har gjort stora framgångar på världens främsta operascener, däribland Metropolitan Opera i New York, Zürichoperan och festspelen i Bayreuth. Särskild uppmärksamhet har Salminen fått för sina synnerligen krävande Wagnerroller, däribland Hagen i Ragnarök och Daland i Den flygande holländaren.
Han tilldelades Pro Finlandia-medaljen 1988.